# Ngôi nhà Julius Grey ở Bydgoszcz
Ngôi nhà Julius Grey là một tòa nhà lịch sử ở trung tâm thành phố Bydgoszcz, tại phố Gdanska 35.

## Vị trí
Tòa nhà nằm ở phía tây của phố Gdańska giữa phố Dworcowa và phố Śniadeckich.

## Hình ảnh

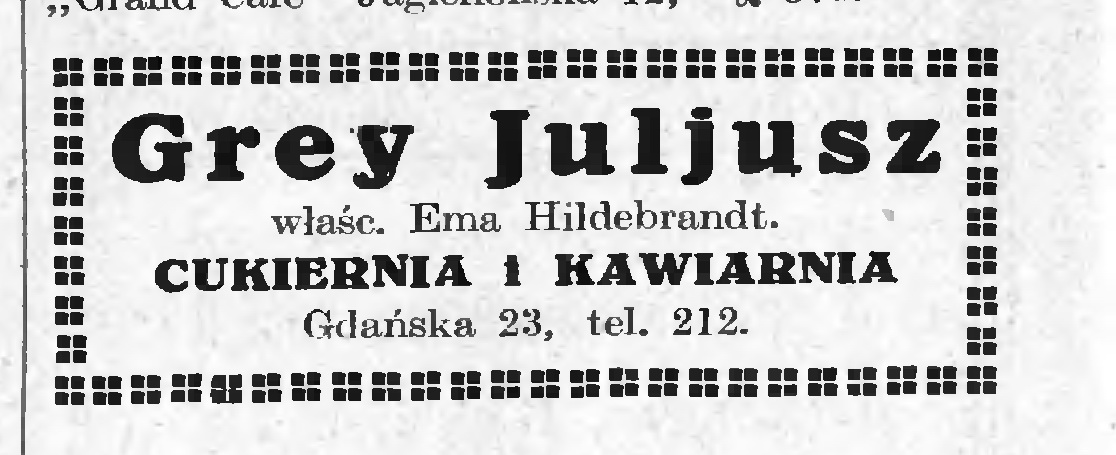
Quảng cáo cho cửa hàng bánh ngọt gia đình Grey vào năm 1925
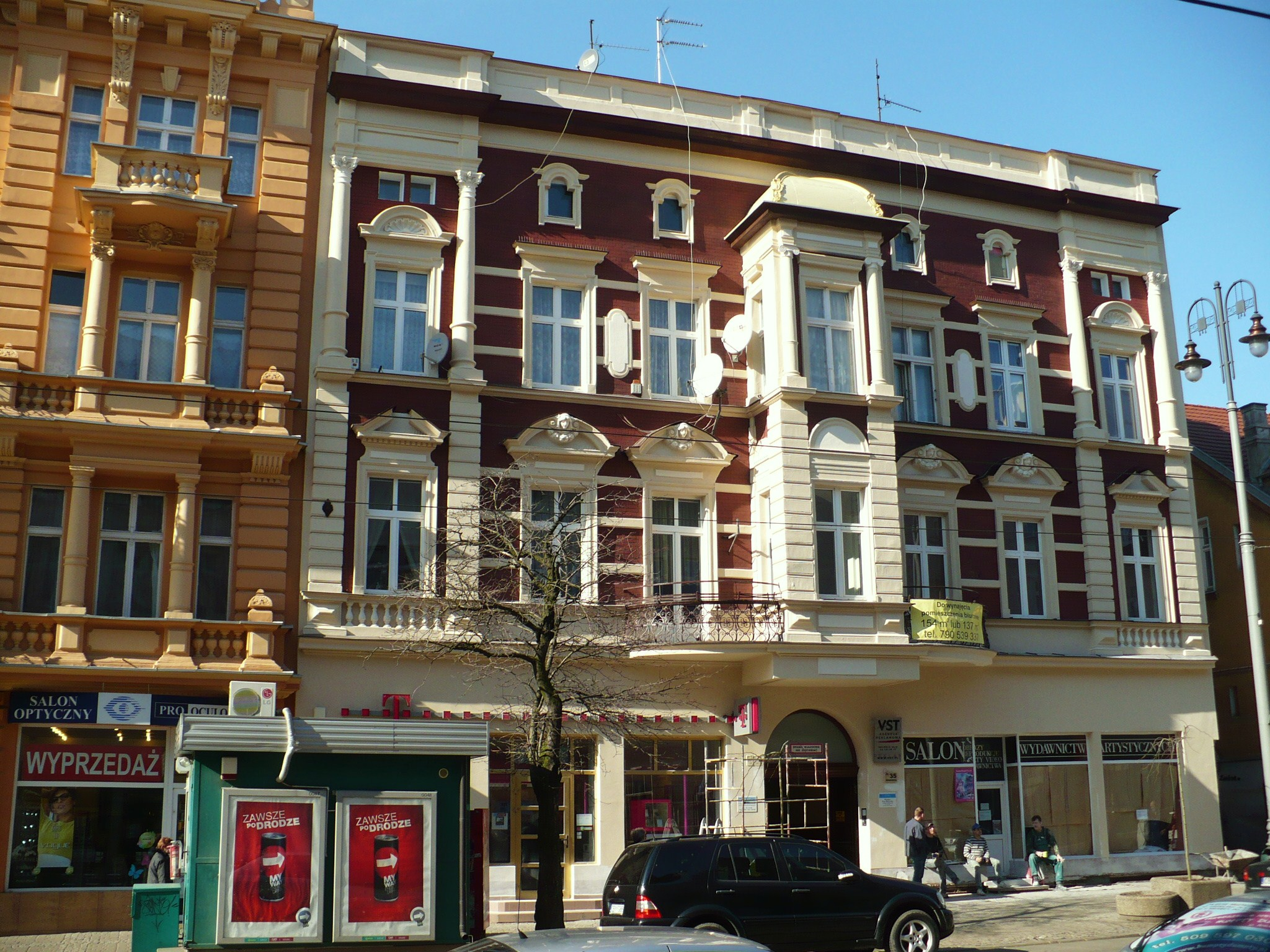
Tầm nhìn bao quát từ phố Gdanska, cho thấy một phần của mặt tiền nhà bên cạnh tại đường 33
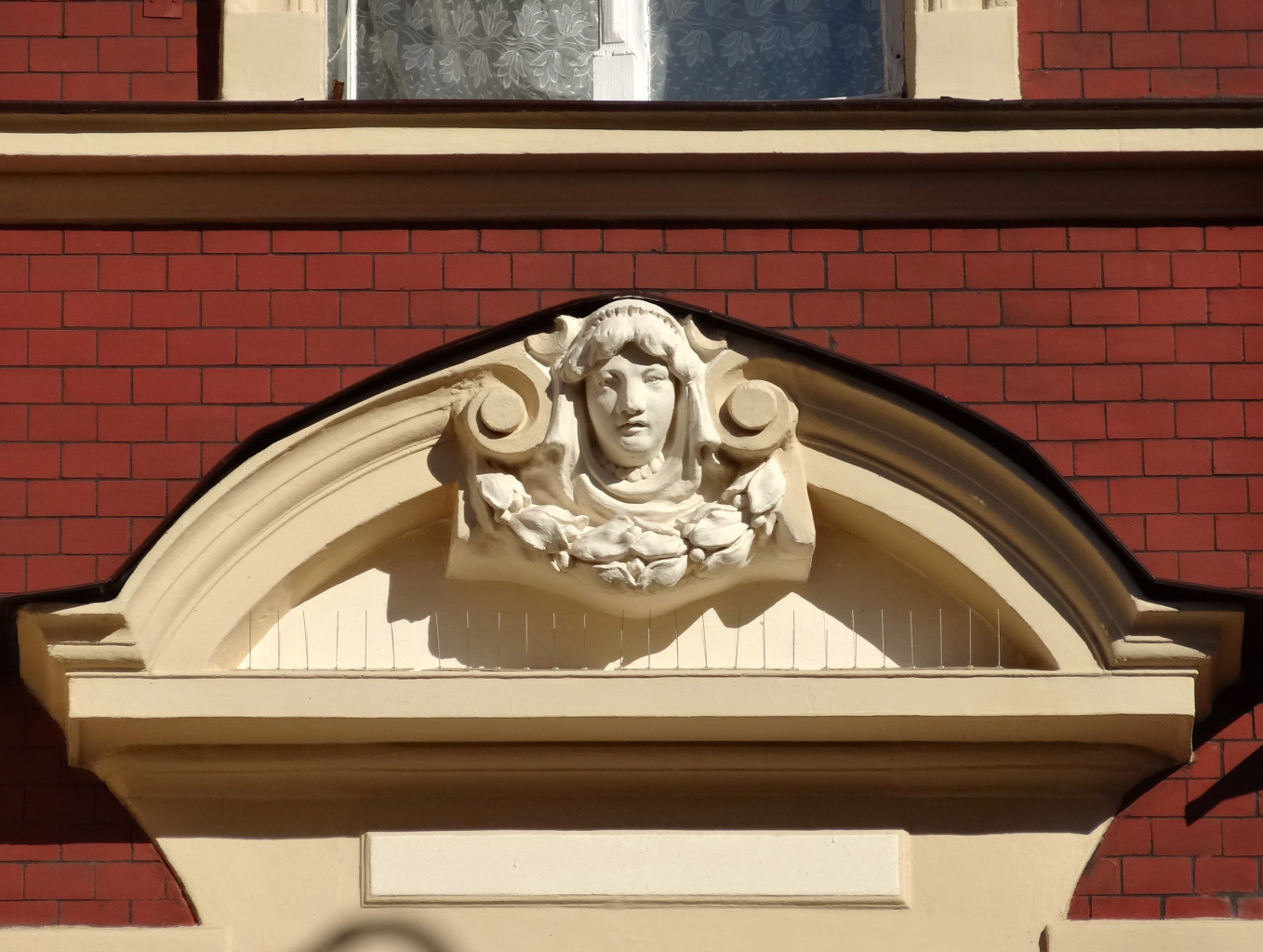
Trán tường với dáng người phụ nữ

## Lịch sử